# Cherville

Cherville este o comună în departamentul Marne, Franța. În 2009 avea o populație de 92 de locuitori.